# Andreas Fulda (Politikwissenschaftler)
Andreas Martin Fulda (* 1977 in Bonn) ist ein deutscher Politikwissenschaftler und Experte für die Beziehungen zwischen China und der EU. Er ist außerordentlicher Professor für Politik an der University of Nottingham und Senior Fellow am Asia Research Institute. Fulda ist außenpolitischer Berater der Inter-Parliamentary Alliance on China (IPAC).
Fulda erhielt 2001 seinen Master-Abschluss in Chinesisch an der SOAS University of London. Er promovierte 2007 an der Freien Universität Berlin, sein Doktorvater war Eberhard Sandschneider.
Er hat acht Jahre in der VR China und Taiwan gelebt und gearbeitet und ist Autor des Buchs The Struggle for Democracy in Mainland China, Taiwan and Hong Kong. Sharp Power and its Discontents (Routledge, 2020).(übersetzt:  Der Kampf um die Demokratie in Festlandchina, Taiwan und Hongkong. Scharfe Macht und ihre Widersprüche) Fulda äußert sich häufig in den Medien zu aktuellen chinesischen Themen und ist ein scharfer Kritiker der Kommunistischen Partei Chinas (KPCh).